# Кирконкюля
Ки́рконкюля (карел. Kirkonkylä, фин. Kirkonkylä) — деревня в Питкярантском районе Республики Карелия. Входила в упразднённое в 2023 году Импилахтинское сельское поселение.

## Общие сведения
Расположена на берегу залива в северной части Ладожского озера. В деревне находится Экспедиционная база Института Озероведения РАН, охотничье-рыболовная база. Осуществляется поверхностный водозабор.

## Население
| 2002 | 2009 | 2010 | 2013 |
| ---- | ---- | ---- | ---- |
| 8    | ↘6   | ↗7   | ↗8   |

## Этимология
Кирконкюля означает «деревня с церковью» (фин. Kirkkokylä, швед. kyrkstad) — особый вид крестьянских поселений в Финляндии.